# Абия
Абия — река в России, протекает в Александровском районе Пермского края. Устье реки находится в 269 км по левому берегу реки Яйва. Длина реки составляет 10 км.
Исток находится в горах Северного Урала. Берёт начало примерно в 5 км к западу от границы со Свердловской областью. Течёт главным образом на север, оставляя слева вершину Абия (598 м НУМ). Фактически представляет собой десятикилометровый горный поток, стекающий с гор в долину Яйвы. Всё течение реки проходит по ненаселённой местности, среди холмов покрытых таёжным лесом.

## Данные водного реестра
По данным государственного водного реестра России относится к Камскому бассейновому округу, водохозяйственный участок реки — Кама от города Березники до Камского гидроузла, без реки Косьва (от истока до Широковского гидроузла), Чусовая и Сылва, речной подбассейн реки — бассейны притоков Камы до впадения Белой. Речной бассейн реки — Кама.
Код объекта в государственном водном реестре — 10010100912111100007024.